# Aralikunte, Pavagada
Aralikunte là một làng thuộc tehsil Pavagada, huyện Tumkur, bang Karnataka, Ấn Độ.